# Хижівська сільська рада
Хижівська сільська рада — колишня адміністративно-територіальна одиниця та орган місцевого самоврядування у Ярунському, Новоград-Волинському і Баранівському районах Житомирської області Української РСР та України з адміністративним центром у с. Хижівка.

## Населені пункти
Сільській раді були підпорядковані населені пункти:
- с. Хижівка
- с. Стовпи

## Населення
Відповідно до результатів перепису населення СРСР, кількість населення ради станом на 12 січня 1989 року становила 794 особи.
Станом на 5 грудня 2001 року, відповідно до перепису населення України, кількість мешканців сільської ради становила 704 особи.

## Склад ради
Рада складалася з 14 депутатів та голови.

### Керівний склад сільської ради
| ПІБ                              | Основні відомості                                                                               | Дата обрання | Дата звільнення |
| -------------------------------- | ----------------------------------------------------------------------------------------------- | ------------ | --------------- |
| Бондарчук Анатолій Володимирович | Сільський голова , 1961 року народження, освіта, член Партії промисловців і підприємців України | 26.03.2006   | 31.10.2010      |
| Бондарчук Анатолій Володимирович | Сільський голова , 1961 року народження, освіта середня спеціальна, член Партії регіонів        | 31.10.2010   |                 |

Примітка: таблиця складена за даними джерела

## Історія
Створена 12 квітня 1948 року, відповідно до указу Президії Верховної ради Української РСР «Про деякі зміни в адміністративному устрої Житомирської області», в с. Хижівка Великогорбашівської сільської ради Ярунського району Житомирської області. 11 серпня 1954 року, відповідно до указу Президії Верховної Ради Української РСР «Про укрупнення сільських рад по Житомирській області», підпорядковано с. Стовпи ліквідованої Стовпівської сільської ради Ярунського району.
Станом на 1 січня 1972 року сільська рада входила до складу Баранівського району Житомирської області, на обліку в раді перебували села Стовпи та Хижівка.
Виключена з облікових даних 12 листопада 2015 року. Територію та населені пункти ради включено до складу новоутвореної Дубрівської сільської територіальної громади Баранівського району Житомирської області.
Входила до складу Ярунського (12.03.1948 р.), Новоград-Волинського (4.06.1958 р.) та Баранівського (8.12.1966 р.) районів.